# Hałyniwka (obwód wołyński)
Hałyniwka (ukr. Галинівка) – wieś na Ukrainie, w obwodzie wołyńskim, w rejonie włodzimierskim. W 2001 roku liczyła 339 mieszkańców.
Do 1940 podzielona na kolonie Helenówka Gnojeńska, Helenówka Werbska i Kamelówka.